# Streptococcus mitis
Espèce
Streptococcus mitis est une espèce mésophile de streptocoque qui est présente dans la bouche humaine. Elle peut causer des endocardites.
En novembre 1969, les astronautes d'Apollo 12 ont, dans le cadre de leur mission, rapporté sur Terre la caméra de la sonde lunaire Surveyor 3. L'analyse microbiologique de la caméra a révélé la présence de la bactérie Streptococcus mitis à l'intérieur de l'appareil, dans la mousse isolante placée entre deux circuits imprimés. Les résultats de cette analyse furent présentés en 1971 lors de la Seconde Conférence de Science lunaire. Les auteurs de l'étude ont émis l'hypothèse qu'une petite colonie de la bactérie avait survécu au trajet aller-retour Terre-Lune et au séjour de deux ans et demi sur la Lune. La caméra de Surveyor 3 n'avait pas été stérilisée avant l'envoi de la sonde.
Une étude publiée en 2011 remet en cause l'hypothèse de 1971 en affirmant que la caméra a pu subir des contaminations à de nombreuses reprises après son retour sur Terre et notamment lors du prélèvement des échantillons d'analyse.